# Wiceprezydent

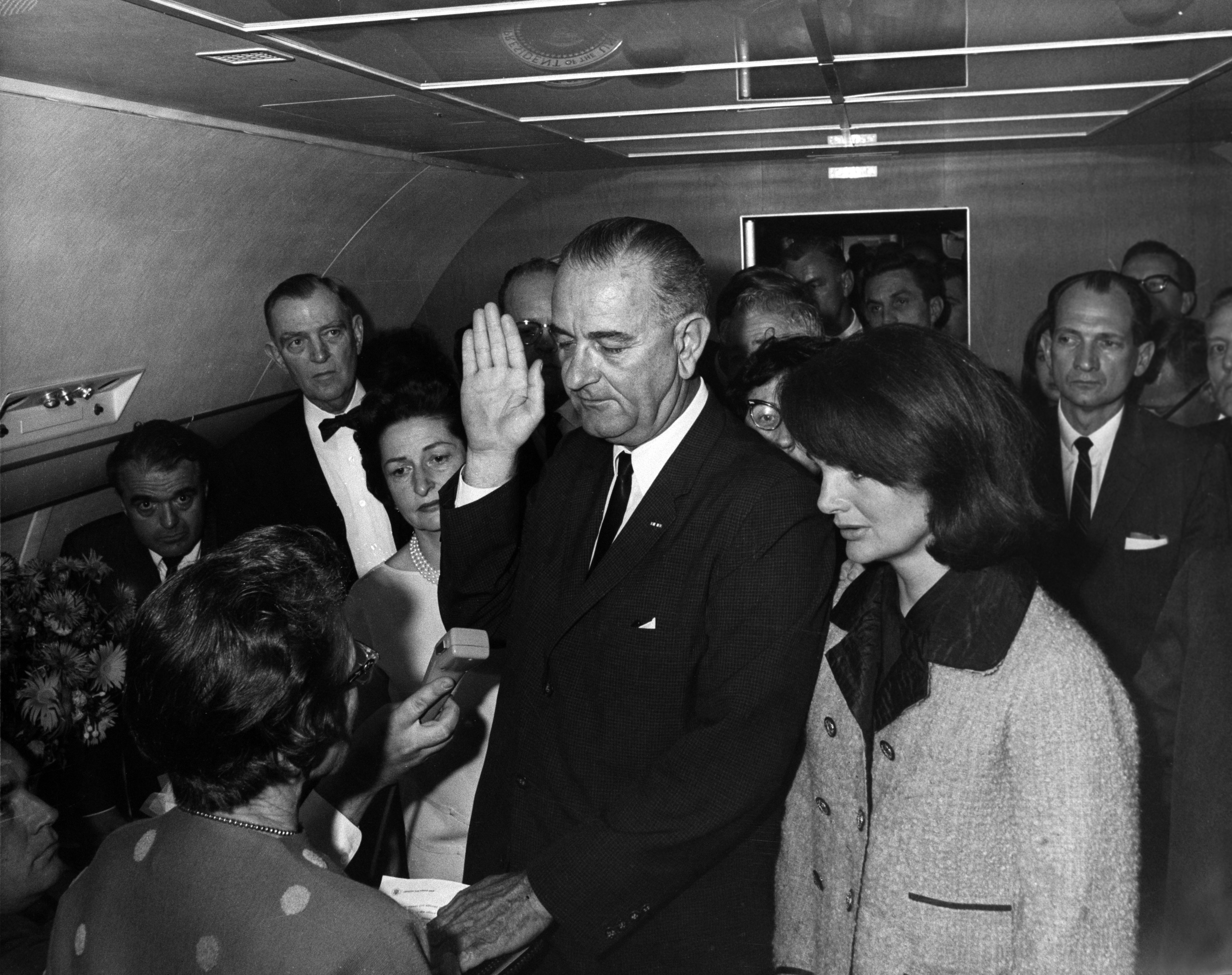
Wiceprezydent Lyndon B. Johnson w momencie zaprzysiężenia na prezydenta po zamachu na Johna F. Kennedy’ego

Wiceprezydent – w niektórych krajach o ustroju republikańskim, funkcja zastępcy prezydenta, (tj. głowy państwa), który w razie opróżnienia tego urzędu przejmuje jego obowiązki, lub też sam go obejmuje (na czas dokończenia kadencji, do czasu przeprowadzenia wyborów w konstytucyjnym terminie, albo tymczasowo do czasu wyborów przedterminowych). Wiceprezydent także pełni obowiązki głowy państwa w momencie krótkotrwałej niedyspozycji prezydenta. Funkcja wiceprezydenta istnieje np. w USA, Meksyku, Indiach, Argentynie, Nepalu, Fidżi, Paragwaju, Brazylii i Bułgarii.

## Zastępcaprezydenta w Polsce
W Polsce nie ma wiceprezydenta państwa. W razie niedyspozycji lub opróżnienia tego urzędu przed końcem kadencji, rolę tę pełni marszałek Sejmu. Wtedy otrzymuje tytuł: pełniący obowiązki prezydenta.

## Zastępca prezydenta miasta w Polsce
W Polsce urzędnikami powołanymi do pomocy prezydentom miasta są na mocy art. 26a ustawy z 8 marca 1990 o samorządzie gminnym - zastępcy. Powoływani są oni przez prezydenta na mocy wydanego zarządzenia. Częstą praktyką jest nadawanie im w takich zarządzeniach tytułów wiceprezydenta.

## Wiceprezydent w USA
Wiceprezydent Stanów Zjednoczonych jest drugą najważniejszą osobą w państwie i jest wybierany co cztery lata wraz z prezydentem. W historii jego roli zmieniały się: niektórzy mieli dużo wpływu, inni mniej. Po odejściu z urzędu wiceprezydent ma dożywotnią emeryturę i ochronę osobistą.
Do 1804 roku wiceprezydent był drugim miejscem z wyborów na prezydenta, ale teraz odbywają się oddzielne wybory na wiceprezydenta i prezydenta. Kandydata na wiceprezydenta wybiera kandydat na prezydenta, a kandydat musi mieć prawo głosu w wyborach prezydenckich.
Wiceprezydent automatycznie staje się prezydentem, jeśli ten zrzeknie się, umrze lub zostanie usunięty ze stanowiska. To zostało ustalone formalnie poprzez 25. poprawkę do konstytucji w 1967 roku. Ta poprawka także określa, że w razie pustego stanowiska wiceprezydenta, prezydent musi wyznaczyć nowego kandydata, a ten musi zostać zatwierdzony przez Kongres.